# 阿齐科德诺尔特
阿齐科德诺尔特（Azhikode North），是印度喀拉拉邦Kannur县的一个城镇。总人口22001（2001年）。

## 人口
该地2001年总人口22001人，其中男性10928人，女性11073人；0—6岁人口2256人，其中男1128人，女1128人；识字率83.82%，其中男性为85.01%，女性为82.65%。